# Урю Сотокіті
Барон Урю Сотокіті (яп. 瓜生 外吉; 27 січня 1857 — 11 листопада 1937) — японський офіцер, адмірал Імперського флоту.

## Біографія
Народився в сім'ї самурая в Кага-хані, що знаходиться на території сучасного міста Канадзави. Сотокіті вирішив служити на флоті і став одним із перших вступників до японської морської академії, але її не закінчив, а був посланий продовжувати освіту у Військово-морську академію США в Аннаполісі, де проживав з 9 червня 1875 по 2 жовтня 1881 року. Закінчив навчання у званні капітан-лейтенанта, служив на кораблях «Каймон», «Фусо», «Ніссін». 23 липня 1891 року отримав у командування перше судно — канонерський човен «Акагі».
З 1891 року — капітан 1 рангу, в 1892/96 роках — військово-морський аташе у Франції. З 20 травня 1900 року — контрадмірал.
Учасник російсько-японської війни, командував загоном у бою біля Чемульпо, брав участь у бою в Корейській протоці 14 серпня 1904 року та Цусімській битві 27-28 травня 1905 року. Під час війни 6 червня 1904 року був проведений у віцеадмірали.
Після війни — начальник бази в Такесіки, а потім головний командир порту Сасебо. Член Адміралтейства-ради з 1909 року. Головний командир порту Йокосука в 1909/12 роках. Разом із дружиною (яка також свого часу навчалася у США) адмірал відвідав церемонію річниці заснування Військово-морської академії США в Аннаполісі у 1909 році.
У жовтні 1912 року проведений в адмірали, а травні 1913 року вийшов у відставку. У 1922/25 роках — член верхньої палати парламенту. З 1927 року значився в резерві.
Проживав у місті Ніпорі біля Токіо. Помер у 1937 році, похований на цвинтарі Аояма.

## Нагороди
- Пам'ятна медаль вступу в дію імператорської конституції (29 листопада 1889)[1]
- Орден Священного скарбу
  - 6-го класу (29 листопада 1892)[2]
  - 5-го класу (25 листопада 1896)[3]
- Орден Вранішнього Сонця
  - 2-го класу (27 грудня 1901)[4]
  - 1-го класу (1 квітня 1906)[5]
- Орден Золотого шуліки 2-го класу (1 квітня 1906)[5]
- Медаль за участь в російсько-японській війні (1 квітня 1906)[5]
- Баронський титул (21 вересня 1907)[6]
- Пам'ятна медаль вступу на престол імператора Тайсьо (10 листопада 1915)[7]
- Орден Квітів павловнії (11 листопада 1937, посмертно)[8]